# (13850) Erman
(13850) Erman (1999 XO88) – planetoida z pasa głównego asteroid okrążająca Słońce w ciągu 3,35 lat w średniej odległości 2,24 j.a. Odkryta 7 grudnia 1999 roku.